# Spinosodus spinicollis
Spinosodus spinicollis là một loài bọ cánh cứng trong họ Cerambycidae.